# Bakteriální skvrnitost čiroku
Bakteriální skvrnitost čiroku je choroba způsobovaná bakterií Pseudomonas syringae napadající rostliny rodu čirok (Sorghum). Rezervoárem je půda, posklizňové zbytky, osivo a čirok halapenský (Sorghum halapensis). Šíří se hmyzem a deštěm; do rostlin proniká průduchy a ranami. Příznaky jsou drobné kulovité skvrnky, které později přecházejí v tmavě zelené vodnaté skvrny s červeným okrajem. Tyto příznaky se objevují na spodní straně listů. V ochraně rostlin se doporučuje setí zdravého osiva, likvidace posklizňových zbytků a rezervoárových porostů čiroku halapenského. Též je nutné dodržovat přiměřený osevní postup s rotací plodin.